# Arhaeozin sintaza
Arhaeozin sintaza (EC 2.6.1.97, ArcS, TgtA2, MJ1022 (gen), glutamin:preQ0-tRNK amidinotransferaza) je enzim sa sistematskim imenom L-glutamin:7-cijano-7-karbaguanin aminotransferaza. Ovaj enzim katalizuje sledeću hemijsku reakciju
-glutamin + 7-cijano-7-karbaguanin15 u tRNK +H2O {\displaystyle \rightleftharpoons } L-glutamat + arhein15 u tRNK

## Literatura
- Nicholas C. Price; Lewis Stevens (1999). Fundamentals of Enzymology: The Cell and Molecular Biology of Catalytic Proteins (Third изд.). USA: Oxford University Press. ISBN 019850229X.
- Eric J. Toone (2006). Advances in Enzymology and Related Areas of Molecular Biology, Protein Evolution (Volume 75 изд.). Wiley-Interscience. ISBN 0471205036.
- Branden C; Tooze J. Introduction to Protein Structure. New York, NY: Garland Publishing. ISBN 0-8153-2305-0.
- Irwin H. Segel. Enzyme Kinetics: Behavior and Analysis of Rapid Equilibrium and Steady-State Enzyme Systems (Book 44 изд.). Wiley Classics Library. ISBN 0471303097.

## Spoljašnje veze
- Archaeosine+synthase на 